# Park Avenue

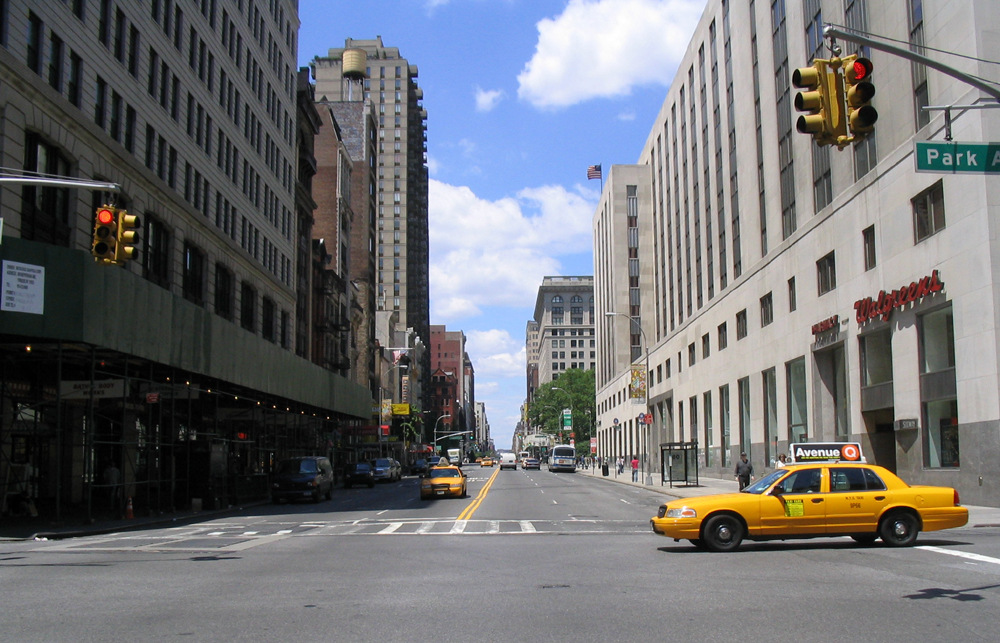
Park Avenue South a nivell del carrer 23

Park Avenue (abans Fourth Avenue, en català Quarta Avinguda) és una ampla avinguda de New York, que s'estén de nord al sud a Manhattan. És tallada per la Grand Central Station que delimita Park Avenue North de Park Avenue South. L'avinguda és en la seva major part paral·lela a la Madison Avenue, situada a l'oest i a la Lexington Avenue situada a l'est.

## Descripció
Park Avenue North és sobretot considerada com un barri, de preus immobiliaris elevats, sobretot a nivell de l'Upper East Side. És l'emplaçament d'un cert nombre de botigues de luxe qu s'hi han instal·lat al marge de Lexington Avenue.
Park Avenue North, fins a nivell del carrer 90, pot ser considerat com l'Avenue Foch de la ciutat de New York, degut a la seva verdor, del seu standing i de la seva posició al centre de Manhattan. Les dues vies de l'avinguda són separades per una renglera de bosquets. Compostos de verdor i de flors, mantinguts per la Fund for Park Avenue. La via fèrria de Grand Central, que és soterrada per Park Avenue, emergeix a Harlem al nord del carrer 100.
Park Avenue South, que enllaça Grand Central a Union Square és molt més actiu, seu de nombroses oficines i bancs com els famosos MetLife Building i Metropolitan Life Insurance Company. El prestigiós hotel Waldorf-Astoria també es troba en aquesta avinguda.

## Història
És al començament del segle XX que Park Avenue ha esdevingut la principal artèria residencial de les classes benestants de New York.

## Monuments
- n° 375: Seagram Building dels arquitectes Ludwig Mies van der Rohe i Philip Johnson, National Historic Landmark d'ençà el 24 de febrer de 2006.

## Anècdotes
- Als Estats Units, "a Park Avenue girl" designa de manera una mica pejorativa una burgesa.